# Shonto
Shonto (Navajo:Shą́ą́ʼtóhí) ist ein Census-designated place im Navajo County im US-Bundesstaat Arizona. Das U.S. Census Bureau hat bei der Volkszählung 2020 eine Einwohnerzahl von 494 auf einer Fläche von 11,9 km² ermittelt. 
Shonto liegt in der Navajo Nation auf 1902 m. Shonto wird vom U.S. Highway 160 und von der Arizona State Route 98 tangiert.